# Kenneth Edwards (Taekwondoin)
Kenneth Edwards (* 30. Dezember 1985) ist ein jamaikanischer Taekwondoin. Er startet in der Gewichtsklasse bis 80 Kilogramm.
Edwards bestritt seine ersten internationalen Titelkämpfe bei der Weltmeisterschaft 2005 in Madrid. In der Klasse bis 78 Kilogramm schied er jedoch nach seinem Auftaktkampf aus. Seinen bislang größten Erfolg feierte er beim panamerikanischen Olympiaqualifikationsturnier 2011 in Santiago de Querétaro. Edwards gewann in der Klasse bis 80 Kilogramm den entscheidenden Kampf um den dritten Platz und sicherte sich die Teilnahme an den Olympischen Spielen 2012 in London.
Edwards wird der erste jamaikanische Taekwondoin bei Olympischen Spielen sein. Trainiert wird er von Alvin Bernard.